# Caso Qatargate
El Caso Qatargate, también conocido como escándalo Qatargate o simplemente Qatargate, tiene su origen el 29 de enero de 2013, cuando la revista francesa France Football publicó en primera plana, con el título de Mundial 2022 le QATARGATE, un reportaje de investigación de más de quince páginas de los periodistas franceses Philippe Auclair y Eric Champel sobre las irregularidades cometidas por la Federación Internacional de Fútbol Asociación (FIFA) en la adjudicación, en 2010, de la candidatura de Catar para la organización de la Copa Mundial de Fútbol de 2022.

## France Football
El artículo de la revista francesa France Football explicaba como los cataríes habrían pagado sobornos para conseguir votos a favor de la candidatura de Catar, o como el expresidente francés, Nicolas Sarkozy, habría supervisado personalmente un trato corrupto en beneficio de Catar. La investigación mencionaba una reunión secreta celebrada en el Palacio del Elíseo, el 23 de noviembre de 2010, con Sarkozy, el príncipe heredero de Catar, Tamin bin Hammad al-Thani, Michel Platini, entonces presidente de la UEFA y Sebastián Bazin, propietario del París Saint Germain (PSG). En la reunión se habría acordado que Platini votaría a favor de Catar y que Catar ayudaría a superar la grave crisis financiera que sufría el PSG.
El 2 de diciembre de 2010, el Comité Ejecutivo de la FIFA eligió la candidatura de Catar en la cuarta ronda de votaciones, con catorce votos favorables. Estados Unidos, que era el otro finalista, obtuvo ocho votos. Pocas semanas después de ser elegida la candidatura de Catar, el fondo Qatar Investment Authority adquirió el 70 % de las acciones del PSG. Coincidentemente, las selecciones finalistas del evento eran lideradas por las principales figuras del PSG, Lionel Messi de Argentina y Kylian Mbappé de Francia, lo deseado por el emir de Catar Tamim bin Hamad Al Thani.
El artículo de France Football también destacaba los diez principales actores del caso bajo el título de Un Casting Haut de Gamme, les 10 principaux acteurs du mundial 2022.
| Principales actores      |                                                      |
| ------------------------ | ---------------------------------------------------- |
| Nicolas Sarkozy          | Expresidente de la República Francesa                |
| Sepp Blatter             | Presidente de la FIFA                                |
| Michel Platini           | Presidente de la UEFA                                |
| Jacques Anouma           | Presidente de la Federación Marfileña de Fútbol      |
| Tamim bin Hamad Al Thani | Príncipe heredero de Catar                           |
| Julio Grondona           | Presidente de la Asociación del Fútbol Argentino     |
| Mohammed bin Hammam      | Expresidente de la Confederación Asiática de Fútbol  |
| Sandro Rosell            | Expresidente del Fútbol Club Barcelona               |
| Ricardo Teixeira         | Expresidente de la Confederación Brasileña de Fútbol |
| Michael J. García        | Presidente del Órgano de Instrucción de la FIFA      |

## Informe García
El reportaje de France Football destapó y dio nombre al escándalo y, por extensión, a la mayoría de otras investigaciones e informaciones periodísticas relacionadas con la compra de votos a favor de Catar y en detrimento, entre otros, de la candidatura de Estados Unidos, pero fue la investigación de Michael J. García quien, con el denominado Informe García, un trabajo de más de cuatrocientas páginas, profundizó en la adjudicación del mundial de 2022 y descubrió de manera precisa y contrastada todos los detalles y cronología del escándalo Qatargate.
as
En julio de 2012, Sepp Blatter, con el objetivo de combatir la corrupción, había reformado el Comité de Ética de la FIFA y nombrado al prestigioso jurista alemán, Hans-Joachim Eckert, como presidente del órgano de decisión y Michael J. García, que era un reputado exfiscal de Nueva York, como presidente del órgano de instrucción. García comenzó examinando el caso de los pagos ilegales de la empresa de marketing deportivo, International Sport and Leisure (ISL) y, en agosto de 2012, anunció que investigaría los procesos de licitación y adjudicación de las candidaturas de Rusia y Catar para organizar los mundiales balompédicos de 2018 y 2022 respectivamente.
En septiembre de 2014, Michael J. García entregó un informe de más de cuatrocientas páginas al Comité de Ética de la FIFA donde se informaba detalladamente de todas las irregularidades descubiertas en la licitación y adjudicación de las sedes de Rusia y Catar, pero el presidente del órgano de decisión, Hans-Joachim Eckert, consideró que las evidencias no eran suficientes y no hizo público el informe de Michael J. García. Eckert publicó un resumen del informe de cuarenta y siete páginas y descartó que hubiera habido corrupción en las adjudicaciones de las sedes de los mundiales.
Michael J. García se indignó con la decisión exculpatoria de Eckert y anunció que presentaría recurso al comité de apelaciones de la FIFA.
En diciembre de 2014, Michael J. García presentó la dimisión de su cargo después de que el comité de apelaciones de la FIFA rechazara su recurso contra el cierre de las investigaciones.
Michale J. García pidió que la FIFA publicara íntegramente su informe, pero la FIFA lo mantuvo en secreto hasta el 27 de junio de 2017 que, al saber que se había filtrado al diario alemán Bild y que éste pensaba publicarlo por entregas, decidió hacerlo público.
El 18 de junio de 2019, el Qatargate volvió a ser noticia cuando la policía francesa interrogó al expresidente de la UEFA, Michael Platini, sobre la supuesta corrupción en la concesión del mundial en Catar. Después de quince horas retenido por la policía, Platini fue dejado en libertad sin cargos.
A junio de 2019, dieciséis de los veintidós miembros electores de la FIFA participantes en la votación que adjudicó el mundial 2022 a la candidatura de Catar, tenían asuntos pendientes con la justicia.